# Érdekházasság

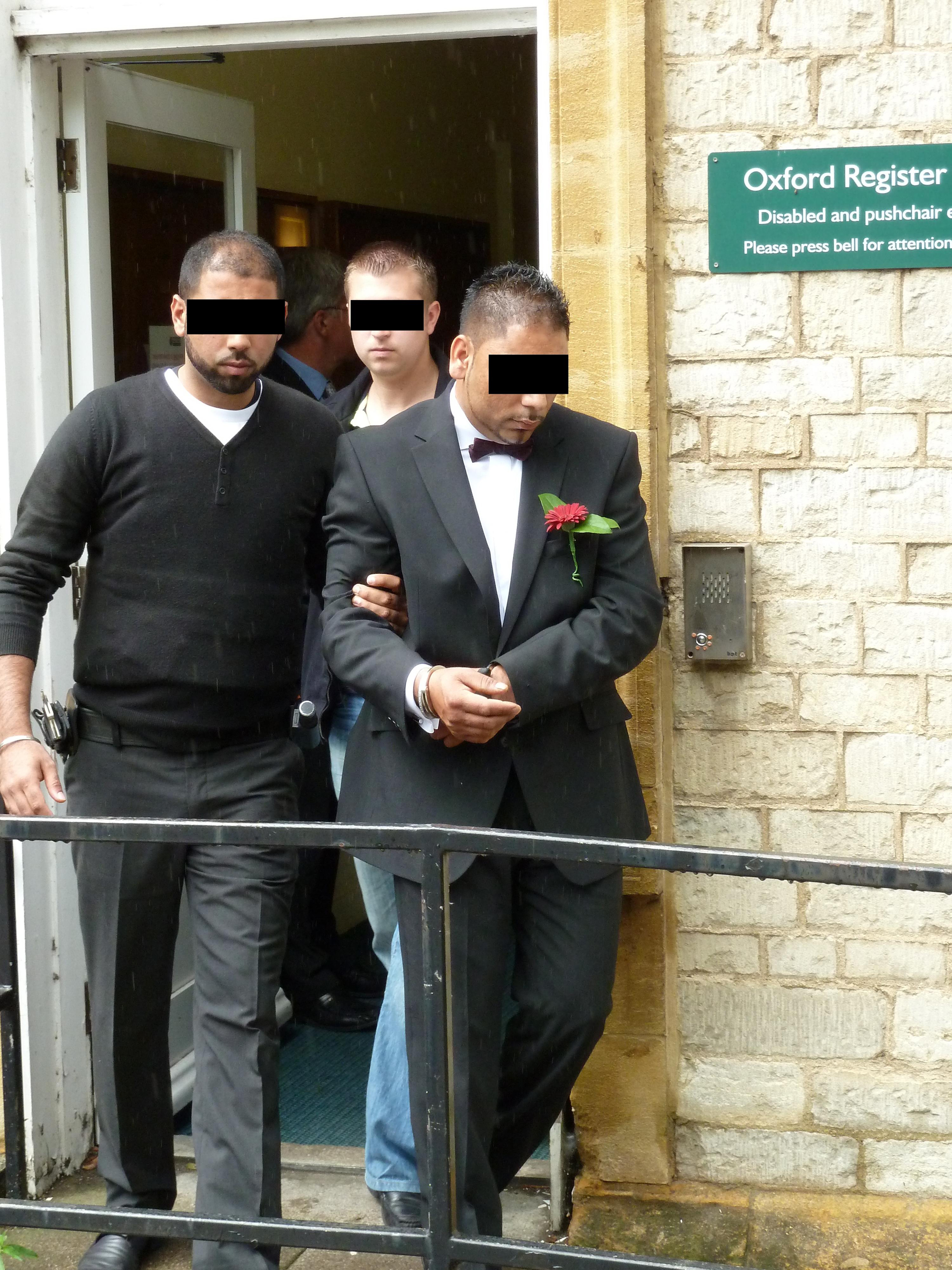
Illegális érdekházasságot kötni akaró vőlegényt vezetnek el Oxfordban a rendőrök

Az érdekházasság olyan házasságkötés, amely nem családalapítási célból vagy szerelemből köttetik, hanem valamelyik vagy mindkét fél számára jövedelmező okból, érdekből. Ez az ok lehet pénzügyi megfontolás vagy politikai, gazdasági indok (például cégek, vagyonok egyesítése gazdag családoknál). Hétköznapi okok is vezethetnek érdekházassághoz, például a pénzügyi stabilitás keresése, vagy éppen a homoszexuális irányultság elrejtése.
Gyakori, hogy érdekházasság segítségével akar valaki másik államba utazni vagy ott letelepedési, munkavállalási engedélyhez, illetve állampolgársághoz jutni. Az ilyen házasságot több országban törvény bünteti.
Ugyancsak törvény bünteti az olyan érdekházasságot, amely a hatóságok megtévesztésére szolgál (például szociális juttatások jogosulatlan felvétele).